# Kevin Lyde
Kevin Orez Lyde (Washington, 12 marzo 1980) è un ex cestista statunitense, professionista nella NBDL, in Europa, Asia e Sudamerica.

## Palmarès
- McDonald's All-American Game (1998)
- Campione USBL (2004)
- Campione NBDL (2007)
- Campionato estone: 1

Kalev/Cramo: 2008-2009